# Gnamptodontinae
Gnamptodontinae (лат.) — подсемейство стебельчатобрюхих перепончатокрылых семейства браконид.

## Описание
Первый брюшной тергит с маленьким дорсопе, без среднего поля. В заднем крыле субмедиальная ячейка маленькая; первый отрезок медиокубитальной жилки примерно равен второму отрезку. Второй брюшной тергит с базальным полуовальным полем.

## Экология
Эти осы-наездники являются паразитами минирующих чешуекрылых из семейства молей-малюток (Nepticulidae).

## Систематика
В составе подсемейства:
- Exodontiella
- Gnamptodon
- Gnaptogaster
- Neognamptodon
- Pseudognaptodon